# Octopus's Garden (livro)
Octopus's Garden é um livro infantil escrito pelo baterista, cantor, compositor e ator britânico Ringo Starr e lançado em 2015. O livro recebeu esse nome baseado na canção de mesmo nome gravada em 1969 pelos Beatles no seu álbum Abbey Road.